# 本のサナギ賞
本のサナギ賞（ほんのサナギしょう）は、日本の公募新人文学賞。

## 概要
株式会社ディスカヴァー・トゥエンティワンが主催する。未発表の作品を現役の書店員が審査・投票し、世に出したい作品を選ぶ。2014年に創設された。本のサナギ賞という名称は、「本の虫」である書店員が、「本のサナギ」を見つけ、ベストセラーという「蝶」に育てて羽ばたかせたい、という思いから名づけられた。大賞受賞作品は、初版部数2万部で書籍化される。応募資格は、本が大好きな「本の虫」であることとされている。対象は、エンターテインメント小説で、ジャンルは不問。

## 受賞作一覧
特記がなければ、初刊はディスカヴァー・トゥエンティワン刊。
第3回以降は隔年。
| 回（年）        | 応募総数 | 賞     | 受賞・入選作                                                         | 著者       | 初刊      | 文庫化    |
| --------------- | -------- | ------ | -------------------------------------------------------------------- | ---------- | --------- | --------- |
| 第1回（2014年） | 265編    | 大賞   | 「滔々と紅」                                                         | 志坂圭     | 2015年2月 | 2017年2月 |
| 第1回（2014年） | 265編    | 優秀賞 | 「はるなつふゆと七福神」                                             | 賽助       | 2015年8月 | 2017年2月 |
| 第1回（2014年） | 265編    | 優秀賞 | 「稲荷山誠造 明日は晴れか」                                          | 香住泰     | 2015年4月 |           |
| 第1回（2014年） | 265編    | 優秀賞 | 「ダンスパーティー」                                                 | 草花由     | 2015年4月 |           |
| 第2回（2015年） | 365編    | 大賞   | 「アメリカンレモネード」                                             | 百舌涼一   | 2016年6月 |           |
| 第2回（2015年） | 365編    | 優秀賞 | 「顔のない悪魔」                                                     | 今葷倍正弥 |           |           |
| 第3回（2016年） | 250編    | 大賞   | 「リインカーネーション（君のことを想う私の、わたしを愛するきみ。）」 | 佐木隆臣   |           | 2017年8月 |
| 第3回（2016年） | 250編    | 優秀賞 | 「ロンリー・プラネット」                                             | 雄太郎     |           |           |
| 第4回（2018年） | 84編     | 大賞   | 「リジェネレイション 闇の底に蠢くもの（禁じられた遊び）」            | 清水カルマ |           | 2019年6月 |